# وقت الشاشة

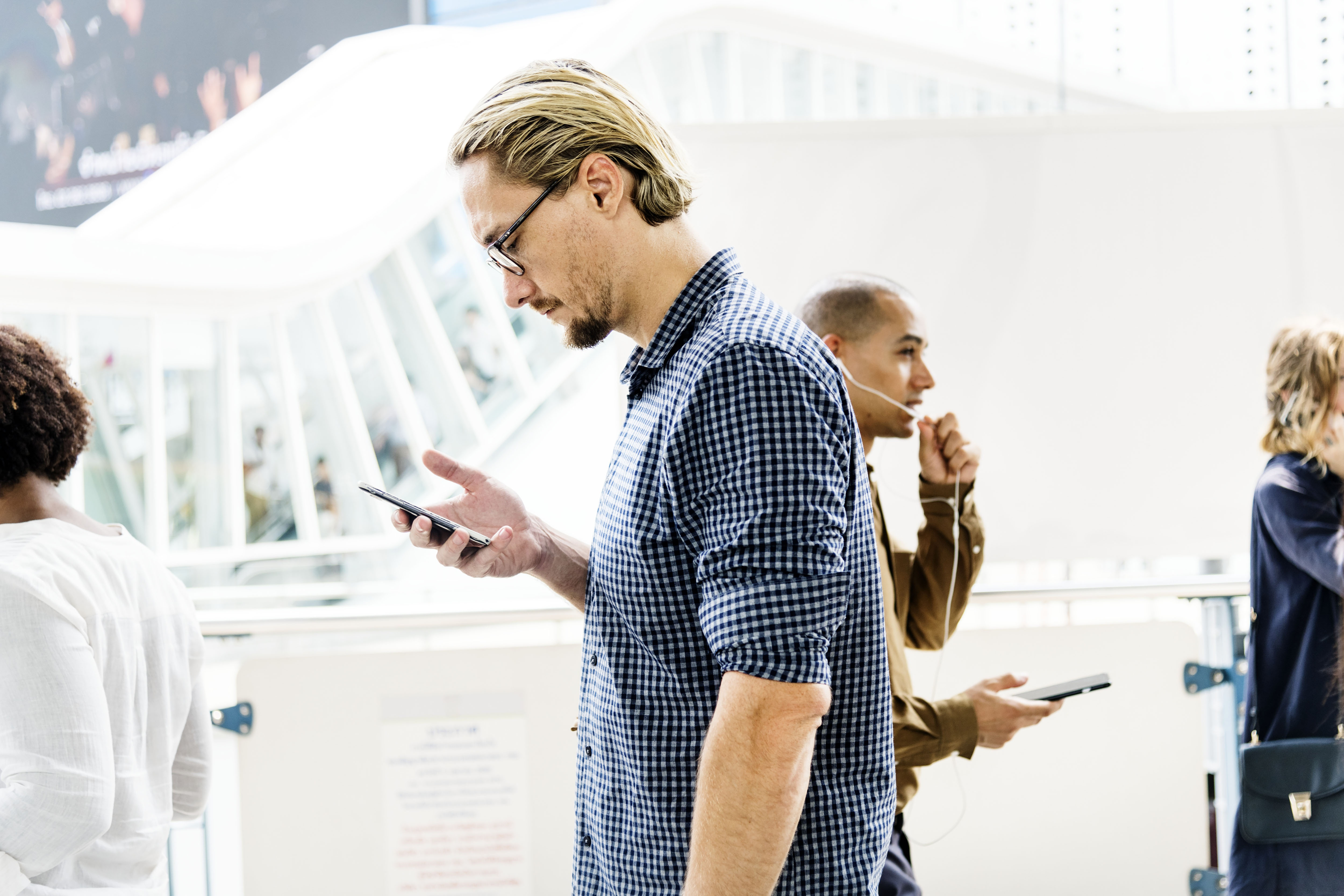
الأشخاص الذين يستخدمون الهواتف أثناء المشي

وقت الشاشة هو المدة المستغرقة في استعمال جهاز بشاشة، مثل الهاتف الذكي، أو الكمبيوتر، أو التلفاز، أو وحدة التحكم في ألعاب الفيديو. هذا المصطلح في قيود البحث الهام مع المفاهيم المرتبطة في استخدام الوسائط الرقمية والصحة العقلية. وتشير الدراسات إلى أن وقت الشاشة يؤثر سلبًا بشكلٍ مباشرٍ على نموِّ الطفل والصحة العقلية والجسدية. حيث تتأثر التأثيرات الصحية الإيجابية أو السلبية لوقت الشاشة بمستويات ومحتوى التعرض. لمنع التعرض الضار لوقت الشاشة، حيث وضعت بعض الحكومات لوائح تدل على كيف استعمالها 

## تاريخ

### إحصائيات
ظهرت أول شاشة إلكترونية التي تم اختراعها عام 1897 وتم تسويقه عام 1.992حيث كانت عبارة عن أنبوب أشعة الكاثود (CRT)،  كانت CRT هي الخيار الأكثر بروزاً لشاشات العرض حتى ظهرت في أول الأول من الحادي والعشرين شاشات الكريستال السائل (LCD) بعد ذلك شاشات الكريستال السائل (LCD) في أوائل العقد الأول من القرن الحادي والعشرين. تعد الشاشات الآن جزءًا رئيسياً من تقنيات الترفيه والإعلان والمعلومات.
أصبحت الهواتف الذكية الآن منتشرة بشكل كبير في كل مكان منذ أن تم تعميمها عام 2007، حيث كانت نسبة 80% من الأشخاص البالغين الذين يمتلوكون هاتف الذكي حيث ارتفعت النسبة بعذ ذلك إلى 64 % في عام 2015.  وجد استطلاع أمريكي في عام 2016 أن متوسط 3.7 دقيقة لكل ساعة من وقت الشاشة على مدى 30 يومًا.
حيث يستخدم الأطفال والمراهقون جميع أشكال الشاشات بشكل كبير. حيث تُظهر ذلك من خلال البيانات الموضحة على المستوى الوطني للأطفال والمراهقين في الولايات المتحدة حيث أن نسبة المتوسط اليومي لوقت الشاشة يتطور ويزداد مع تقدم العمر.  علاوة على ذلك كانت ألعاب التلفزيون وألعاب الفيديو من أكبر المساهمين في وقت شاشة الأطفال، لكن العقد الماضي شهد تحولًا جذرياً نحو الهواتف الذكية والأجهزة اللوحية. على وجه التحديد، حيث تشير دراسة استقصائية تم إجراؤها على المستوى الوطني عام 2011 لآباء أمريكيين لأطفال من سن الولادة حتى سن 8 سنوات إلى أن التلفاز يشكل نسبة 51٪ من إجمالي وقت الشاشة اليومي للأطفال، بينما تمثل الأجهزة المحمولة 4٪ فقط. ومع ذلك، في عام 2017، انخفضت نسبة التلفاز إلى 42٪ من إجمالي وقت الشاشة اليومي للأطفال، ورتفعت نسبة استخدام أجهزة الوسائط المحمولة بنسبة 35٪.
| الفئة العمرية (بالسنوات) | المتوسط اليومي لوقت الشاشة | تم جمع بيانات السنة |
| ------------------------ | -------------------------- | ------------------- |
| أقل من 2                 | 42 دقيقة                   | 2017                |
| 2-4                      | ساعتان و 39 دقيقة          | 2017                |
| 5-8                      | ساعتان و 59 دقيقة          | 2017                |
| 8-12                     | 4 ساعات و 44 دقيقة         | 2019                |
| 13-18                    | 7 ساعات و 22 دقيقة         | 2019                |

### العرق والطبقة الاجتماعية والاقتصادية ووقت الشاشة
أظهرت الأبحاث والدراسات أن العوامل الاجتماعية مثل الطبقة الاجتماعية والاقتصادية والعرق مرتبط كلياً بوقت الشاشة الكلي. حيث ارتبطت التركيبة السكانية الأصغر والأفراد الذين سود و «آخرون» باستخدام الشاشة فوق المتوسط.  بالإضافة إلى ذلك، كان لدى الأمريكيين السود واللاتينيين لديهم أوقات أطول لأستخدام الشاشة ويرجع ذلك بسبب قلة الوصول إلى أجهزة سطح المكتب الكمبيوتر، مما يؤدي إلى الحاجة إلى مزيد من الوقت على الهواتف. عند الأطفال، يكون الأنقسام لأ ستخدام الشاشة أكبر. ففي المتوسط في عام 2011، يستغرقو الأطفال البيض 8.5 ساعة يوميًا باستخدام الوسائط الرقمية، واستغرق الأطفال السود واللاتينيون حوالي 13 ساعة يوميًا على الشاشات. كان الأطفال السود واللاتينيون أيضًا أكثر عرضة لوجود أجهزة تلفزيون في غرفهم، مما ساهم في زيادة نسبة استخدامهم لوقت الشاشة.
ويرجع ذلك التناقض في مقدار وقت الشاشة إلى اختلاف الدخل. في المدارس الخاصة الأكثر ثروة، كانت هناك دفعة أكبر لإزالة الشاشات من التعليم من أجل الحد من الآثار السلبية التي تم العثور عليها من وقت الشاشة. ومع ذلك، في المدارس العامة، هناك المزيد من الضغط لاستخدام التكنولوجيا مع بعض المدارس العامة التي تعلن عن أجهزة iPad وأجهزة كمبيوتر محمولة مجانية للطلاب. بالإضافة إلى ذلك، يمكن للعائلات الثرية تحمل تكلفة المربيات والمنشآت اللامنهجية التي يمكن أن تحد من الحاجة إلى الترفيه من الشاشات.

### فيروس كورونا ووقت الشاشة
زاد وباء COVID-19 بشكل كبير من وقت الشاشات للأطفال والبالغين لأن الناس يمضون وقتًا أطول في الداخل. هذا يخلق عواقب صحية سلبية. دعا المتخصصون إلى الحد من وقت الشاشة وإلى نمط حياة أكثر نشاطًا. 

## آثار الصحة البدنية

### نايم

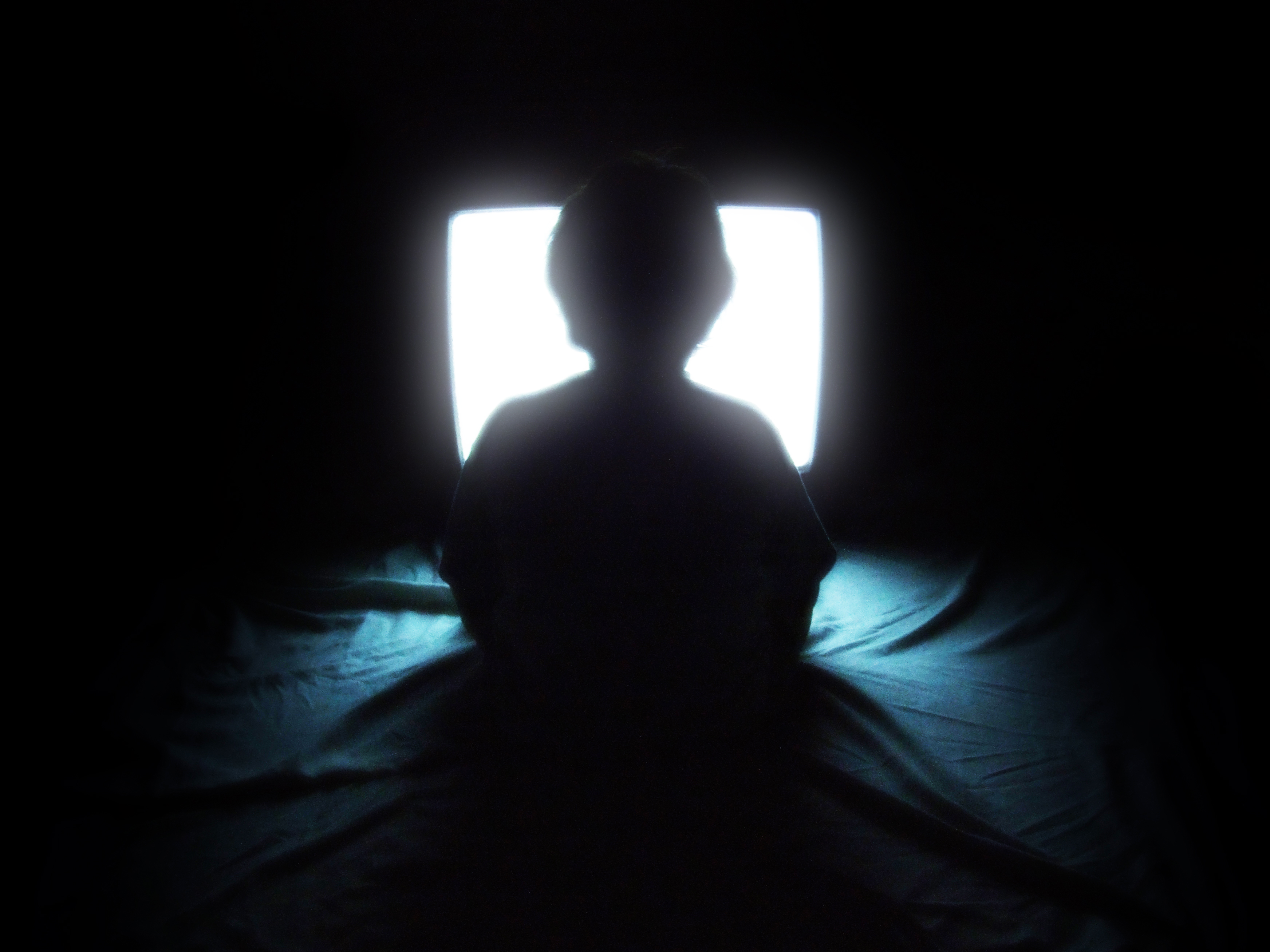
طفل يشاهد التلفاز ليلاً

تم ربط المزيد من وقت الشاشة بقصر مدة النوم، وانخفاض كفاءة النوم، وتأخير بدء النوم لفترة أطول.  عند استخدام أي شاشة قبل النوم، فإن الضوء الأزرق المنبعث يعطل إنتاج الجسم الطبيعي لهرمون الميلاتونين. يتم إنتاج الميلاتونين من الغدة الصنوبرية في الدماغ ويتحكم في ساعة الجسم الداخلية. هذه الساعة هي ما يشار إليها بإيقاع الجسم اليومي وهي تستجيب بشكل طبيعي للضوء. تزداد مستويات الميلاتونين مع غروب الشمس وتبقى في هذه الحالة المتزايدة لبقية الليل. مع شروق الشمس، تبدأ مستويات الميلاتونين في الانخفاض. هذا التقليل من الهرمونات هو ما يساعد على إيقاظ إيقاع الجسم الطبيعي بسبب اندفاعات أشعة الشمس الطبيعية. تندرج الشاشات الضوئية في طيف مشابه من ضوء الشمس، لكن انبعاث الضوء الأزرق هو أكثر ما يكون إيقاعات الساعة البيولوجية البشرية أكثر حساسية له. أظهرت الدراسات أن الأطوال الموجية الزرقاء مرتبطة ارتباطًا وثيقًا بأشعة الشمس، وهو ما يساعد الجسم على البقاء متزامنًا مع شروق الشمس وغروبها.   لذلك، فإن استخدام أي شاشة قبل وقت النوم يعطل إنتاج الجسم لهرمونات وقت النوم الطبيعية التي يمكن أن تخدع الدماغ للاعتقاد بأن الوقت لا يزال نهارًا مما يجعل النوم أكثر صعوبة.
.